# さぬぴー
さぬぴーは、Jリーグ・カマタマーレ讃岐のマスコットキャラクター。モチーフは香川名物でもあり、クラブ名の由来にもなっているうどん（讃岐うどん・釜玉うどん）。

## 概要
カマタマーレ讃岐には、Jリーグ昇格前には漫画家のいしかわじゅんがデザインした（「うどん1年分でキャラクターを描く」と公式HPで表明し、クラブスタッフがうどんを持参してデザインを依頼したという）、鉢の顔にうどんの髪の毛を持った「カマちゃん」と玉子の「タマちゃん」というマスコットが存在したが、2012年頃にいしかわの管理会社と讃岐との間で権利関係の交渉がまとまらず使用を中止、以後は公式のマスコットキャラクターが存在しなかった。
現在のマスコットキャラクターのデザインは2017年5月18日に発表。うどん鉢を被り、サッカーとうどんが大好きな元気で、明るい男の子をモチーフとしたマスコットを発表。5月18日〜5月24日（12:00）までの期間で、名称を公募をスタートした。その後、第21節の長崎戦で名称「さぬぴー」を発表。同時に立体化された姿もお披露目された。

## プロフィール
- 身長 : うどん職人の腕次第
- 体重 : うどんの玉数によって増減
- 性別 : 男の子
- 好きな食べ物 : うどん
- チャームポイント：頭にのった釜玉うどん
- 誕生日：2017年7月1日
- Jリーグマスコット総選挙：2018年37位、2019年31位。2020年45位。2021年46位。